# Made in Japan
Made in Japan – album koncertowy grupy Deep Purple z 1972 r., złożony z utworów granych podczas występów w Osace – 15 i 16 sierpnia oraz 17 sierpnia w Tokio. Przez wielu fanów i krytyków muzycznych uznawany jest za jeden z najważniejszych i najlepszych albumów koncertowych w historii hard rocka.

## Lista utworów
Wszystkie, z wyjątkiem opisanych skomponowali Ritchie Blackmore, Ian Gillan, Roger Glover, Jon Lord i Ian Paice.
| Oryginalne wydanie winylowe (2 LP) - strona 1. | Oryginalne wydanie winylowe (2 LP) - strona 1. | Oryginalne wydanie winylowe (2 LP) - strona 1. | Oryginalne wydanie winylowe (2 LP) - strona 1. |
| Nr                                             | Tytuł utworu                                   | Nagrany                                        | Długość                                        |
| ---------------------------------------------- | ---------------------------------------------- | ---------------------------------------------- | ---------------------------------------------- |
| 1.                                             | „Highway Star”                                 | 16 sierpnia 1972 w Osace                       | 6:50                                           |
| 2.                                             | „Child in Time”                                | 16 sierpnia 1972 w Osace                       | 12:24                                          |
|                                                |                                                |                                                | 19:14                                          |

| Oryginalne wydanie winylowe (2 LP) - strona 2. | Oryginalne wydanie winylowe (2 LP) - strona 2. | Oryginalne wydanie winylowe (2 LP) - strona 2. | Oryginalne wydanie winylowe (2 LP) - strona 2. |
| Nr                                             | Tytuł utworu                                   | Nagrany                                        | Długość                                        |
| ---------------------------------------------- | ---------------------------------------------- | ---------------------------------------------- | ---------------------------------------------- |
| 1.                                             | „Smoke on the Water”                           | 15 sierpnia 1972 w Osace                       | 7:31                                           |
| 2.                                             | „The Mule”                                     | 17 sierpnia 1972 w Tokio                       | 9:49                                           |
|                                                |                                                |                                                | 17:20                                          |

| Oryginalne wydanie winylowe (2 LP) - strona 3. | Oryginalne wydanie winylowe (2 LP) - strona 3. | Oryginalne wydanie winylowe (2 LP) - strona 3. | Oryginalne wydanie winylowe (2 LP) - strona 3. |
| Nr                                             | Tytuł utworu                                   | Nagrany                                        | Długość                                        |
| ---------------------------------------------- | ---------------------------------------------- | ---------------------------------------------- | ---------------------------------------------- |
| 1.                                             | „Strange Kind of Woman”                        | 16 sierpnia 1972 w Osace                       | 9:35                                           |
| 2.                                             | „Lazy”                                         | 17 sierpnia 1972 w Tokio                       | 10:50                                          |
|                                                |                                                |                                                | 20:25                                          |

| Oryginalne wydanie winylowe (2 LP) - strona 4. | Oryginalne wydanie winylowe (2 LP) - strona 4. | Oryginalne wydanie winylowe (2 LP) - strona 4. | Oryginalne wydanie winylowe (2 LP) - strona 4. |
| Nr                                             | Tytuł utworu                                   | Nagrany                                        | Długość                                        |
| ---------------------------------------------- | ---------------------------------------------- | ---------------------------------------------- | ---------------------------------------------- |
| 1.                                             | „Space Truckin'”                               | 16 sierpnia 1972 w Osace                       | 19:41                                          |
|                                                |                                                |                                                | 19:41                                          |

| Wydanie CD (remastered) 1998 - CD 1: Made In Japan | Wydanie CD (remastered) 1998 - CD 1: Made In Japan | Wydanie CD (remastered) 1998 - CD 1: Made In Japan |
| Nr                                                 | Tytuł utworu                                       | Długość                                            |
| -------------------------------------------------- | -------------------------------------------------- | -------------------------------------------------- |
| 1.                                                 | „Highway Star”                                     | 6:43                                               |
| 2.                                                 | „Child in Time”                                    | 12:17                                              |
| 3.                                                 | „Smoke on the Water”                               | 7:36                                               |
| 4.                                                 | „The Mule”                                         | 9:28                                               |
| 5.                                                 | „Strange Kind of Woman”                            | 9:52                                               |
| 6.                                                 | „Lazy”                                             | 10:27                                              |
| 7.                                                 | „Space Truckin'”                                   | 19:54                                              |
|                                                    |                                                    | 1:16:17                                            |

| Wydanie CD (remastered) 1998 - CD 2: The Encores'' | Wydanie CD (remastered) 1998 - CD 2: The Encores''                  | Wydanie CD (remastered) 1998 - CD 2: The Encores'' | Wydanie CD (remastered) 1998 - CD 2: The Encores'' | Wydanie CD (remastered) 1998 - CD 2: The Encores'' |
| Nr                                                 | Tytuł utworu                                                        | Nagrany                                            | Autor                                              | Długość                                            |
| -------------------------------------------------- | ------------------------------------------------------------------- | -------------------------------------------------- | -------------------------------------------------- | -------------------------------------------------- |
| 1.                                                 | „Black Night” (poprzednia wersja ukazała się na stronie "b" singla) | 17 sierpnia 1972 w Tokio (bis)                     |                                                    | 6:17                                               |
| 2.                                                 | „Speed King” (nie wydany wcześniej)                                 | 17 sierpnia 1972 w Tokio (bis)                     |                                                    | 7:25                                               |
| 3.                                                 | „Lucille” (nie wydany wcześniej)                                    | 16 sierpnia 1972 w Osace (bis)                     | Albert Collins, Little Richard                     | 8:03                                               |
|                                                    |                                                                     |                                                    |                                                    | 21:45                                              |

## Skład zespołu
- Ian Gillan – śpiew
- Ritchie Blackmore – gitara
- Jon Lord – instrumenty klawiszowe
- Roger Glover – gitara basowa
- Ian Paice – perkusja